# 아다나주

아다나주의 위치

아다나주(튀르키예어: Adana ili)는 튀르키예 남부에 위치한 주로, 지중해 지역에 속한다. 주도는 아다나이며 면적은 14,030km2, 인구는 1,983,188명(2006년 기준), 자동차 번호는 01번, 시외전화 지역번호는 0322번이다. 남쪽으로는 지중해와 접해 있고 남부 지역은 평야, 북부 지역은 산지에 둘러싸여 있다.
서쪽으로는 메르신주, 남동쪽으로는 하타이주, 동쪽으로는 오스마니예주, 북동쪽으로는 카흐라만마라시주, 북쪽으로는 카이세리주, 북서쪽으로는 니데주와 접하며 15개 군을 관할한다.